# Едвин Катмул
Едвин Катмул (енгл. Edwin Catmull; рођен 31. марта 1945. године) је пензионисан амерички информатичар и бивши председник Пиксара и Walt Disney Animation Studios. Добитник је награде за свој допринос 3Д рачунарској графици.

## Детињство и младост
Едвин Катмул је рођен 31. марта 1945. године у Паркерсбургу, Западна Вирџинија. Његова породица се касније преселила у Солт Лејк Сити, у Јути, где је његов отац радио као директор у средњим школама.
Катмул је проналазио инспирацију у Дизни филмовима, и маштао да постане аниматор филмова. Катмул је дипломирао физику и информатику 1969. године на униврзитету Јута. Првобитно заинтересован за дизајнирање програмских језика упознаје Ајвана Садерланда који мења његова интересовања. Од тог тренутка Катмулов главни циљ је био прављење реалистичних дигиталних филмова. 
Током његовог школовања на универзитету, направио је два значајна открића у области комјутерске графике: texture mapping и bicubic patches.
Катмул је 1972. године направио једноминутну анимацију његове леве руке, коју је Холивудски продуцент убацио у први филм који је користио 3Д комјутерску графику - "Futureworld".

## Каријера

### Рана каријера
Катмул је 1974. године докторирао у области информатике. У новембру исте године га је контактирао оснивач Њујоршког института за технологију, који му је понудио место директора Лабораторије за комјутерску графику, где је 1977. године основао "Tween", програм за 2Д анимирање који аутоматски ствара потребне оквире кретања између два оквира.
Радио је на Њујоршком институту за технологију док га није приметио Џорџ Лукас, оснивач Лукасфилма.

### Лукасфилм
Катмул почиње да ради 1979 године у Лукасфилму и исте године постаје заменик председника одељења за комјутерску графику Лукасфилма.

### Пиксар
1986. године Стив Џобс је купио одељење за комјутерску графику Лукасфилма и основао Пиксар где ће Катмул радити.
Дизни ће купити Пиксар 2006. године. У јуну 2007 године Катмул и дугогодишњи Пиксаров дигитални аниматор и редитељ добијају контролу над "Disneytoon" студија. Као председник и главни креативни уредник, они су надгледали три различита студија Дизнија: Пиксар, "Disney animation" и "Disneytoon". 
У новембру 2014. године генерални менаџери су унапређени у председнике, али су обојица идаље наставили да извештавају Катмула који је остао председник Волт дизнија и Пиксара. 23. октобра 2018. године Катмул је објавио своје планове да се повуче из Пиксар-а и "Disney Animation"-a, остајући саветник до јула 2019.

## Награде и похвале
Добио је, 1993. године, прву "Академску награду за науку и технику" од Филмске и научне академије. Ову награду је добио и 1995. и 1996. године. Такође је добио и Тјурингову награду.